# Оксид цинка
Окси́д ци́нка (о́кись цинка) — бинарное неорганическое соединение цинка и кислорода с формулой {\displaystyle {\ce {ZnO}}}, белый кристаллический порошок или бесцветные кристаллы. Кристаллизуется в гексагональной сингонии типа вюрцита. Нерастворим в воде, желтеет при нагревании. В природе встречается в виде минерала цинкита.

## Свойства

### Физические свойства
- Молекулярная масса: 81,408
- Температура плавления:
  - при давлении 52 атмосферы — около 2000 °C
  - при атмосферном давлении и 1950 °C — возгоняется
- Плотность:
  - в порошке 5,5…5,6 г/см³
  - в виде кристалла 5,61 г/см³.
- Растворимость в воде:
  - при 18 °C — 0,00052 г/100 мл
  - при 29 °C — 1,6⋅10−4 г/100 мл
- Теплопроводность: 54 Вт/(м·К)[2].

Образует кристаллы гексагональной сингонии, параметры ячейки a = 0,32495 нм, c = 0,52069 нм, Z = 2
Оксид цинка является прямозонным полупроводником с шириной запрещённой зоны 3,36 эВ. Естественное смещение стехиометрического отношения в сторону обогащения кислородом придаёт ему электронный тип проводимости.
Эффективная масса носителей заряда mp = 0,59me;  mn = 0,24me.
При нагревании вещество меняет цвет: белый при комнатной температуре, оксид цинка становится жёлтым. Объясняется это уменьшением ширины запрещённой зоны и сдвигом края в спектре поглощения из УФ-области в синюю область видимого спектра.
При температурах 1350—1800 °C оксид цинка сублимируется, сублимация идет через механизм разложения оксида цинка на цинк и кислород в высокотемпературной зоне и образование оксида в низкотемпературной зоне, скорости сублимации зависят от состава газовой среды, в которой она проводится.

### Химические свойства
Химически оксид цинка амфотерен — реагирует с кислотами с образованием соответствующих солей цинка, при взаимодействии с растворами щелочей образует комплексные три-, тетра- и гексагидроксоцинкаты (например, {\displaystyle {\ce {Na2[Zn(OH)4],}}} {\displaystyle {\ce {Ba2[Zn(OH)6]}}} и др.):
{\displaystyle {\ce {[Zn(OH)3]- + OH- -> [Zn(OH)4]^{2-}.}}}
Оксид цинка растворяется в водном растворе аммиака, образуя комплексный аммиакат:
{\displaystyle {\ce {ZnO + 4NH3 + H2O -> [Zn(NH3)4](OH)2.}}}
При сплавлении со щелочами и оксидами некоторых металлов оксид цинка образует цинкаты:
{\displaystyle {\ce {ZnO + 2NaOH -> Na2ZnO2 + H2O;}}}
{\displaystyle {\ce {ZnO + CoO -> CoZnO2.}}}
При сплавлении с оксидом бора и диоксидом кремния оксид цинка образует стеклообразные бораты и силикаты:
{\displaystyle {\ce {ZnO + B2O3 -> Zn(BO2)2;}}}
{\displaystyle {\ce {ZnO + SiO2 ->ZnSiO3.}}}
Восстанавливается водородом и углём до металла:
{\displaystyle {\ce {ZnO + H2 ->[t^oC]Zn + H2O ^}}}
{\displaystyle {\ce {ZnO + C ->[t^oC] Zn + CO ^}}}
При смешивании порошка оксида цинка с концентрированным раствором хлорида цинка образуется быстро (за 2—3 минуты) твердеющая масса — цинковый цемент.

## Нахождение в природе
Известен природный минерал цинкит, состоящий в основном из оксида цинка.

## Получение
- Сжиганием паров цинка в кислороде («французский процесс»).
- Термическим разложением некоторых солей цинка:
  - ацетата {\displaystyle {\ce {Zn(CH3COO)2}}};
  - гидроксида {\displaystyle {\ce {Zn(OH)2}}};
  - карбоната {\displaystyle {\ce {ZnCO3}}};
  - нитрата {\displaystyle {\ce {Zn(NO3)2}}}.
- Окислительным обжигом сульфида {\displaystyle {\ce {ZnS}}}.
- С помощью гидротермального синтеза[5].
- Извлечением из пылей и шламов заводов чёрной металлургии, особенно перерабатывающих металлолом (он содержит значительную долю оцинкованного железа).

## Применение
Оксид цинка широко применяют в химической и фармацевтической промышленности. Применяется в составе зубных паст и цементов в терапевтической стоматологии, в солнцезащитных кремах, в косметических процедурах, в производстве в качестве наполнителя резины, искусственной кожи и резинотехнических изделий. Применяется в шинной, лакокрасочной, нефтеперерабатывающей промышленностях. Оксид цинка применяют при производстве стекла и керамики.

### В химической промышленности
- Активатор вулканизации некоторых типов каучуков.
- Вулканизирующий агент хлоропреновых каучуков.
- Катализатор получения метанола.
- Белый пигмент при производстве красок и эмалей (с начала XXI века вытесняется нетоксичным диоксидом титана {\displaystyle {\ce {TiO2}}}). Был особенно востребован художниками во второй половине XIX века в виде цинковых белил — долго сохнущих красок, необходимых для новой масляной техники alla prima, основанной на письме в один приём[6].
- Наполнитель и пигмент в производстве:
  - резины;
  - пластмасс;
  - бумаги;
  - парфюмерных и косметических средств.
- Добавка к кормам для животных.
- В производстве стекла и красок на основе жидкого стекла;
- Как один из компонентов преобразователя ржавчины[7].

Известно также, что оксид цинка обладает фотокаталитической активностью, что на практике используется для создания самоочищающихся поверхностей, бактерицидных покрытий для стен и потолков в больницах и пр. Для фотокаталитической очистки воды в промышленных масштабах оксид цинка в настоящее время пока ещё не используется.

### В электронике
Оксид цинка применяется для производства варисторов, которые используются в современных ограничителях перенапряжений (ОПН) взамен морально устаревших газонаполненных разрядников.
Кроме того, порошок оксида цинка — перспективный материал в качестве рабочей среды для порошковых лазеров. На основе оксида цинка в комбинации с нитридом галлия создан светодиод голубого цвета.
Тонкие плёнки и иные наноструктуры на основе оксида цинка могут применяться как чувствительные газовые и биологические сенсоры.
Также оксид цинка входит в состав теплопроводных паст, например, пасты КПТ-8.

### В медицине

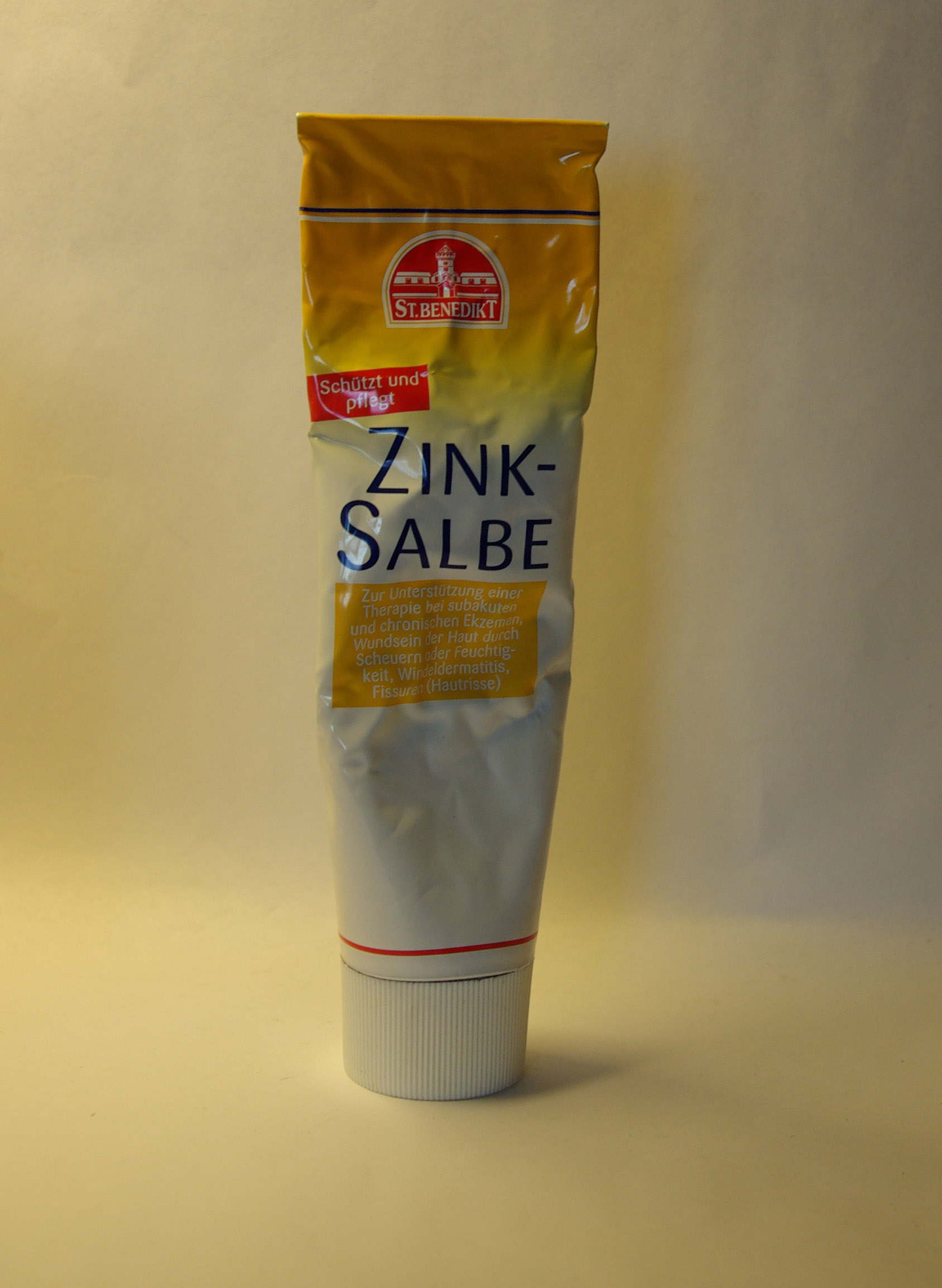
Туба с цинковой мазью

В медицине используется в качестве компонента лекарственных средств наружного применения, используемых в дерматологии. Обладает противовоспалительным, подсушивающим, адсорбирующим, вяжущим и антисептическим действием.
Применяют в виде присыпки, мази, пасты, линимента, из него делают временные пломбы. Является одним из компонентов ряда комплексных дерматологических и косметических препаратов, таких как «Цинковая мазь», «Паста Лассара» и пр.
Фармакологическое действие обусловлено тем, что оксид цинка образует альбуминаты и денатурирует белки. При нанесении на поражённую поверхность уменьшает явления экссудации, воспаления и раздражения тканей, образует защитный барьер от действия раздражающих факторов.
Может применяться при дерматите, в том числе пелёночном, опрелостях, потнице, поверхностных ранах и ожогах (солнечные ожоги, порезы, царапины), язвенных поражениях кожи (трофических язвах), пролежнях, экземе в стадии обострения, простом герпесе, стрептодермии.

## Безопасность и токсичность
Соединение малотоксично, но его пыль вредна для органов дыхания и может вызвать литейную лихорадку, ПДК в воздухе рабочих помещений — 0,5 мг/м³ (по ГОСТ 10262-73). Пыль соединения может образовываться при термической обработке изделий из латуни и литья медных сплавов, содержащих цинк.